# Stadt Radegast
Stadt Radegast ist ein Ortsteil der Stadt Südliches Anhalt im Landkreis Anhalt-Bitterfeld in Sachsen-Anhalt. Bis zur Neubildung der Einheitsgemeinde Südliches Anhalt am 1. Januar 2010 war die Landstadt Radegast eine selbstständige Gemeinde in der Verwaltungsgemeinschaft Südliches Anhalt. Sie war – gemessen an der Fläche – die kleinste Stadt in Sachsen-Anhalt und der Einwohnerzahl nach eine der kleinsten Städte Deutschlands.

## Geografie

### Geografische Lage
Radegast liegt zwischen der Kreisstadt Köthen (Anhalt) und der Stadt Bitterfeld-Wolfen. Die Gemarkung grenzt im Südosten an das Naturschutzgebiet „Cösitzer Teich“ und im Süden an das Landschaftsschutzgebiet Fuhneaue.

Niederschlagsdiagramm

### Klima
Der Jahresniederschlag liegt bei 515 mm und ist damit extrem niedrig, da er in das untere Zwanzigstel der in Deutschland erfassten Werte fällt. An 5 % der Messstationen des Deutschen Wetterdienstes werden niedrigere Werte registriert. Der trockenste Monat ist der Februar, die meisten Niederschläge fallen im Juni. Im Juni fallen zwei Mal mehr Niederschläge als im Februar. Die Niederschläge variieren mäßig. An 44 % der Messstationen werden niedrigere jahreszeitliche Schwankungen registriert.

### Geologie
Radegast liegt am Rand der Köthener Kulturebene. Dieser Rand steigt unvermittelt aus der Fuhneniederung auf, so dass der Höhenunterschied in Radegast zwischen Wiesengrund und höchstem Punkt auf kurzer Entfernung etwa sechs Meter beträgt. Die Stadt liegt inmitten einer weitläufigen früheren Moor- und Sumpflandschaft, deren Oberland bereits früher sehr fruchtbar war. In der Radegaster Chronik ist dazu vermerkt: „Der Unterboden dieser Gegend ist nicht schlecht, aber sein Wert wird durch die große Nässe herabgemindert. Die obere, etwa fußtiefe Schicht ist ein Wiesenmergel, der durch die üppige Gras- und Sumpfvegetation sehr humos und durch die Kalkabscheidungen des stehenden Wassers stark kalkhaltig geworden ist. Dann folgen Moor und vielfach Torf, der früher weiter nach Osten zu, in der Vogtei, in großen Mengen zur Verwendung als Heizmaterial gestochen wurde. Den Abschluß der Oberschicht nach unten bildet wasserundurchlässiger Ton. Starke Gerölleinmischungen, die sich schon in geringer Tiefe finden, sind die Hinterlassenschaft eines Urstromes, der sich zur Eiszeit hier breit, seicht und träge am Südrand der abschmelzenden Gletscher hinschob. Die Bodenverhältnisse sind auch bis heute noch so, obwohl die Kulturarbeit den Boden im Fuhnetal wesentlich verbessert haben. Der tief liegende Lößboden trägt Zuckerrüben und Weizen in reicher Fülle. Unten ist das Land moorig, kiesig, feucht.“

### Nachbarorte
Nachbarorte von Radegast sind Weißandt-Gölzau im Norden, Zehbitz im Osten, Zörbig im Süden und Cösitz im Westen.

### Ortsgliederung
Neben dem historischen Ortskern umfasst Radegast die in den 1930er Jahren errichtete Siedlung (früher „Siedlung Heimat“), die – abgetrennt durch den Sportplatz und den Reitplatz – in östlicher Richtung an den historischen Ortskern anschließt. Sie erstreckt sich bis zum Bürgerpark und umfasst etwa die Hälfte des Ortsgebietes. Das gesamte Gebiet von Radegast ist im Laufe der Jahrhunderte historisch gewachsen und wurde bis 2010 nicht durch Eingemeindungen oder Zusammenschluss mit anderen Gemeinden vergrößert – angesichts mehrerer Gebietsreformen in Sachsen-Anhalt, bei denen kontinuierlich kleinere Gemeinden aufgelöst oder zusammengelegt worden sind, bis dahin eine Besonderheit.

## Geschichte
Der Name Radegast ist wahrscheinlich ein Toponym aus der Sprache der Elbe-Saale-Slawen, dort wurde eine heidnische Gottheit namens Radegast verehrt, dessen begleitendes Symbol auch das weiße Pferd ist, das den Willen seines Gottes kundtut. Der Ort lag im 7. Jahrhundert im Grenzgebiet zu den ehemals fränkischen Königen und war durch seine ostseitige Lage der Saale slawisch besiedelt. Zahlreiche weitere Ortsnamen rund um Radegast sind ebenso slawischen Ursprungs wie Zörbig oder Cösitz. In der slawischen Wallanlage westlich von Radegast wurden Gefäßkeramiken mit Mustern aus dieser frühslawischen Zeit gefunden. Diese Gefäße sind ein wichtiges Indiz in einer relativ geringe Quellenlage, wie die Besiedlung im 7. bis 10. Jahrhundert ausgesehen hat.
Am 2. Oktober 1244 taucht der Ortsname erstmals in zwei Urkunden auf, als die wahrscheinlichen Besitzer des Gutes, die Gebrüder von Radegast (fratres de Radegiz) zwei Rechtsgeschäfte des Grafen Heinrich von Ascharien bezeugen. In den folgenden Jahrhunderten wechselte der Ort mehrmals den Besitzer, was urkundliche Erwähnung fand. Im Jahr 1612 wurde Radegast fürstliches Amt. Die Stadt- und Marktrechte wurden dem Ort im Jahr 1727 verliehen. Das Stadtrecht wurde jedoch erst seit 1852 wahrgenommen. Mit der Neubildung der Einheitsgemeinde Südliches Anhalt am 1. Januar 2010 erlosch es, da die Stadt Radegast seitdem als selbständige Gemeinde nicht mehr existiert.
Mit der Sanierung des alten Dammes durch die Fuhneniederung in den Jahren 1686 bis 1688 zwischen Radegast und der Nachbarstadt Zörbig wurde eine wichtige Handelsstraße zwischen Magdeburg und Leipzig geschaffen. 1688 wurde als Grenzstein zwischen den damaligen Ländern Sachsen und Anhalt-Dessau der „Theure Christian“ errichtet. 1702 wurde Radegast zum Marktflecken erhoben. Im selben Jahr begann der Bau der ersten Radegaster Kirche. Der Kirchturm stürzte jedoch bereits im Jahr 1752 wieder ein und wurde noch im selben Jahr neu aufgebaut. Aus dieser Zeit stammen mehrere historische Gasthöfe der Stadt, von denen einer heute noch betrieben wird.

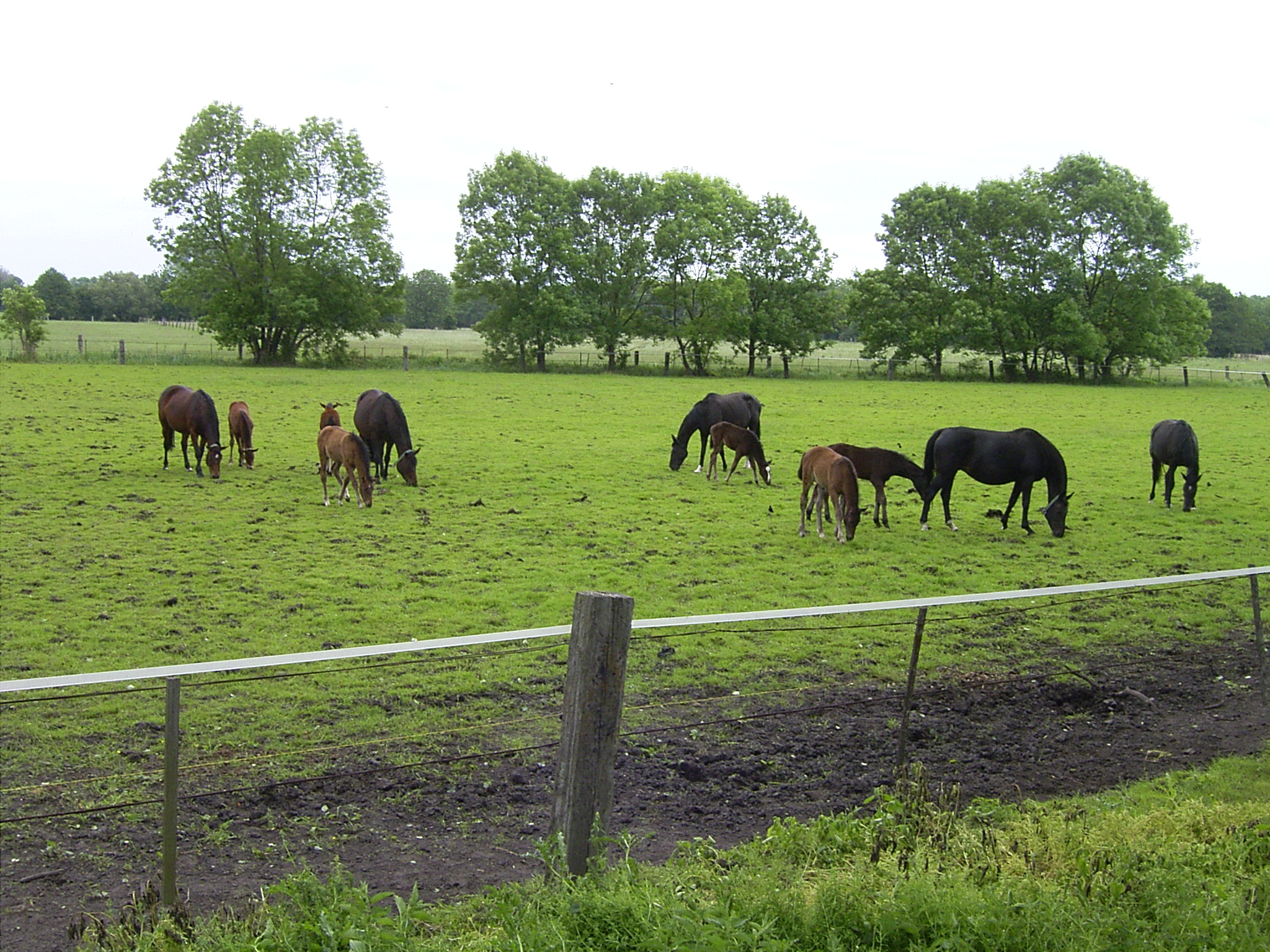
Pferdekoppel in Radegast: Pferde spielen in der Geschichte Radegasts eine große Rolle.

In den Jahren um 1780 trieb ein Falschmünzer – der Apotheker Ziervogel – in der Gemeinde sein Unwesen, bis er schließlich im Jahr 1786 verhaftet und im Jahre 1787 in Halle hingerichtet wurde. Der schwedische Kronprinz und Oberbefehlshaber der Nordarmee, Karl-Johann, hatte im Oktober 1813 vor der Völkerschlacht bei Leipzig kurzzeitig sein Hauptquartier in Radegast. 1820 bekam der Ort eine Postanstalt, die zunächst in einem Gasthof untergebracht war. Das „Kaiserliche Postamt“ in der Bahnhofstraße wurde zwischen 1871 und 1874 eröffnet und wickelte die Postgeschäfte für die Orte Radegast, Wehlau, Lennewitz, Riesdorf, Cosa, Fernsdorf, die Station Weißandt (heute alle Ortsteile der Stadt Südliches Anhalt), Priesdorf (Ortsteil von Cösitz) und Cösitz (heute Stadtteil von Zörbig) ab. 1929 wurde im Postgebäude ein Fernmelde-Selbstanschlussamt errichtet und das Postamt in eine Postagentur umgewandelt. Die für den Ort und ihre Umgebung wichtige Institution wurde am 6. April 1999 geschlossen.
Radegast wuchs in den folgenden Jahren immer weiter an. 1867 lebten in der Stadt laut Kirchenregister 885 Einwohner. Bereits seit 1859 gab es die Likörfabrik H. Kahleyß & Co., die mit ihren „Kalcora“-Produkten zeitweise den anhaltischen Hof belieferte. 1864 wurde eine Zuckerfabrik gegründet und 1865 eröffnet. In ihr arbeiteten zeitweilig bis zu 160 Menschen. Ein 120 Meter hoher Schornstein der Fabrik stürzte noch vor seiner Fertigstellung im September 1865 ein. Die Zuckerfabrik wurde im Jahr 1930 abgebrochen, einige der alten Bauten sind aber heute noch erhalten.
1874 wurde das Kirchenschiff neu gebaut. Auch der Kirchturm wurde erheblich aufgestockt. Seine Höhe beträgt seitdem etwa 35 Meter.

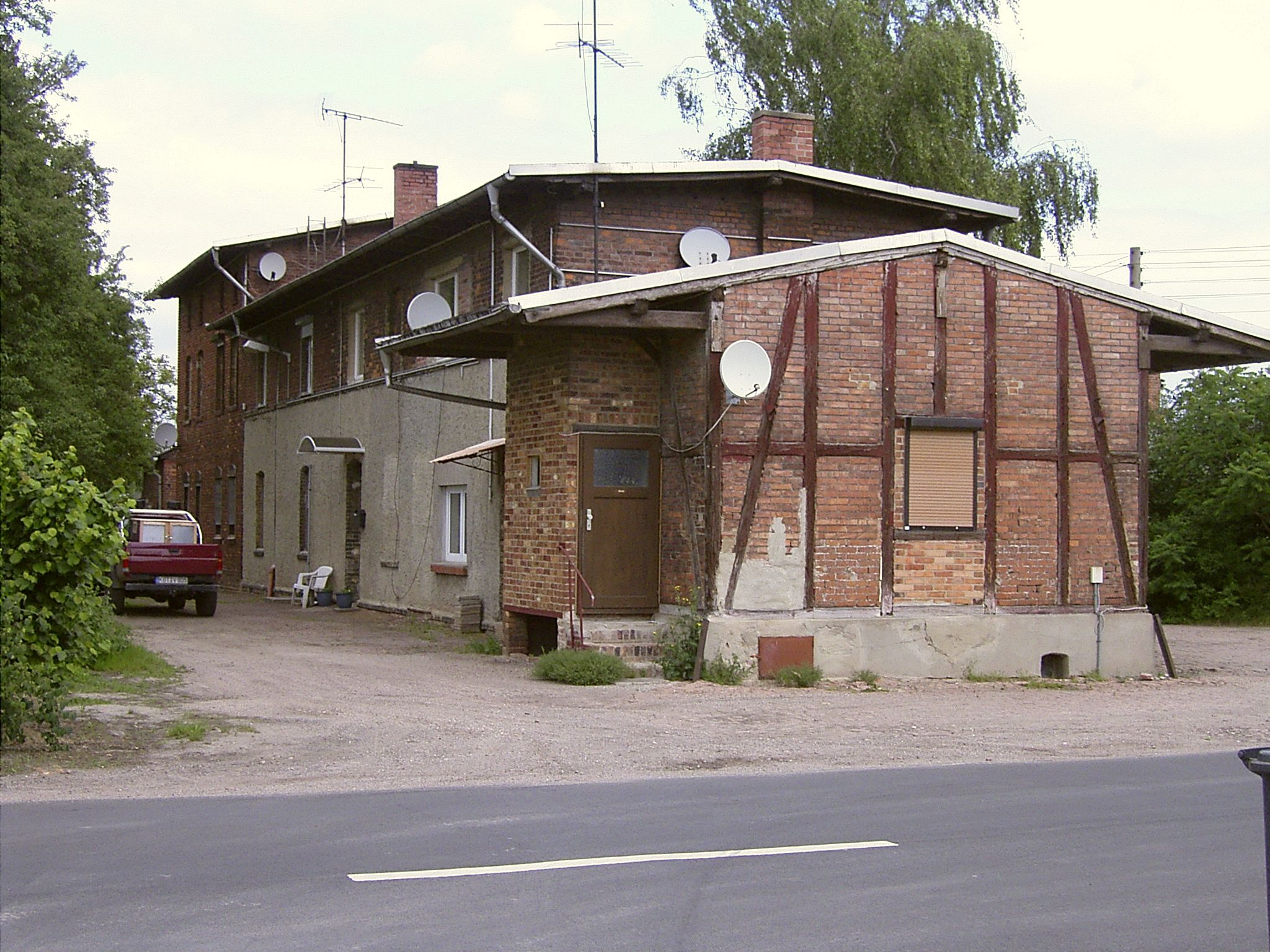
Der ehemalige Radegaster Bahnhof, früher Zentrum des Streckennetzes der Dessau-Radegast-Köthener Bahn (DRKB)

Die Teilstrecke Köthen–Radegast der Dessau-Radegast-Köthener Bahn wurde am 28. November 1896 eingeweiht, am 9. Dezember 1897 folgte der Abschnitt Radegast–Dessau. Mit der Eröffnung der Strecke zwischen Radegast und Zörbig am 8. August 1898 war das Netz komplett in Betrieb. Ihr Ende fand die Radegaster Eisenbahngeschichte mit der Demontage der Bahnstrecke nach dem Zweiten Weltkrieg. Am 21. März 1946 wurde der Bahnbetrieb eingestellt; die Bahn musste als Reparationszahlung an die Sowjetunion abgetreten werden.
1925 hatte die ehemalige Stadt bereits 911 Einwohner. Auch wurde in diesem Jahr ein neues Rathaus eingerichtet, das zwischen 1931 und 1933 grundlegend saniert wurde. Im Jahr 1934 wurde der Bau des neuen Schulgebäudes begonnen, im darauf folgenden Jahr wurde er fertig gestellt und eingeweiht. Bis weit in die 1990er Jahre hinein wurden hier noch Schüler unterrichtet.
1951 begann die Pferdezucht auf der Domäne in Radegast. Das Radegaster Gestüt brachte in seiner traditionsreichen Geschichte viele erfolgreiche Sport- und Reitpferde hervor. Das Landgestüt des Landes Sachsen-Anhalt befand sich von 1991 bis zur Verlegung nach Prussendorf im Jahr 1997 in Radegast. 1999 wurde das Gestüt privatisiert.
Vom 1. April 1994 bis zum 31. Dezember 2009 gehörte Radegast einer Verwaltungsgemeinschaft an. Diese hieß zunächst Gölzau-Görzig-Radegast, später dann Anhalt-Süd. Seit 1. Januar 2005 bildeten die ehemaligen Verwaltungsgemeinschaften Anhalt-Süd, Oberes Ziethetal und Fuhneaue nun die Verwaltungsgemeinschaft Südliches Anhalt. Am 1. Januar 2010 ging die Stadt Radegast in der neuen Einheitsgemeinde Stadt Südliches Anhalt auf, die aus 18 Kommunen der gleichnamigen Verwaltungsgemeinschaft gebildet wurde.
Am 1. Juli 2014 ist das neue Kommunalverfassungsgesetz des Landes Sachsen-Anhalt in Kraft getreten. In dessen §14 (2) wird den Gemeinden die Möglichkeit gegeben, den Ortsteilen, die vor der Eingemeindung Städte waren, diese Bezeichnung zuzuerkennen. Die Stadt Südliches Anhalt hat von dieser Regelung Gebrauch gemacht. Ihre neue Hauptsatzung ist mit Wirkung vom 14. Januar 2015 in Kraft getreten. Im §8 (1) werden die Ortsteile mit ihren amtlichen Namen aufgeführt. Die Ortschaften sind nicht betroffen.

### Historische Gebäude in Radegast

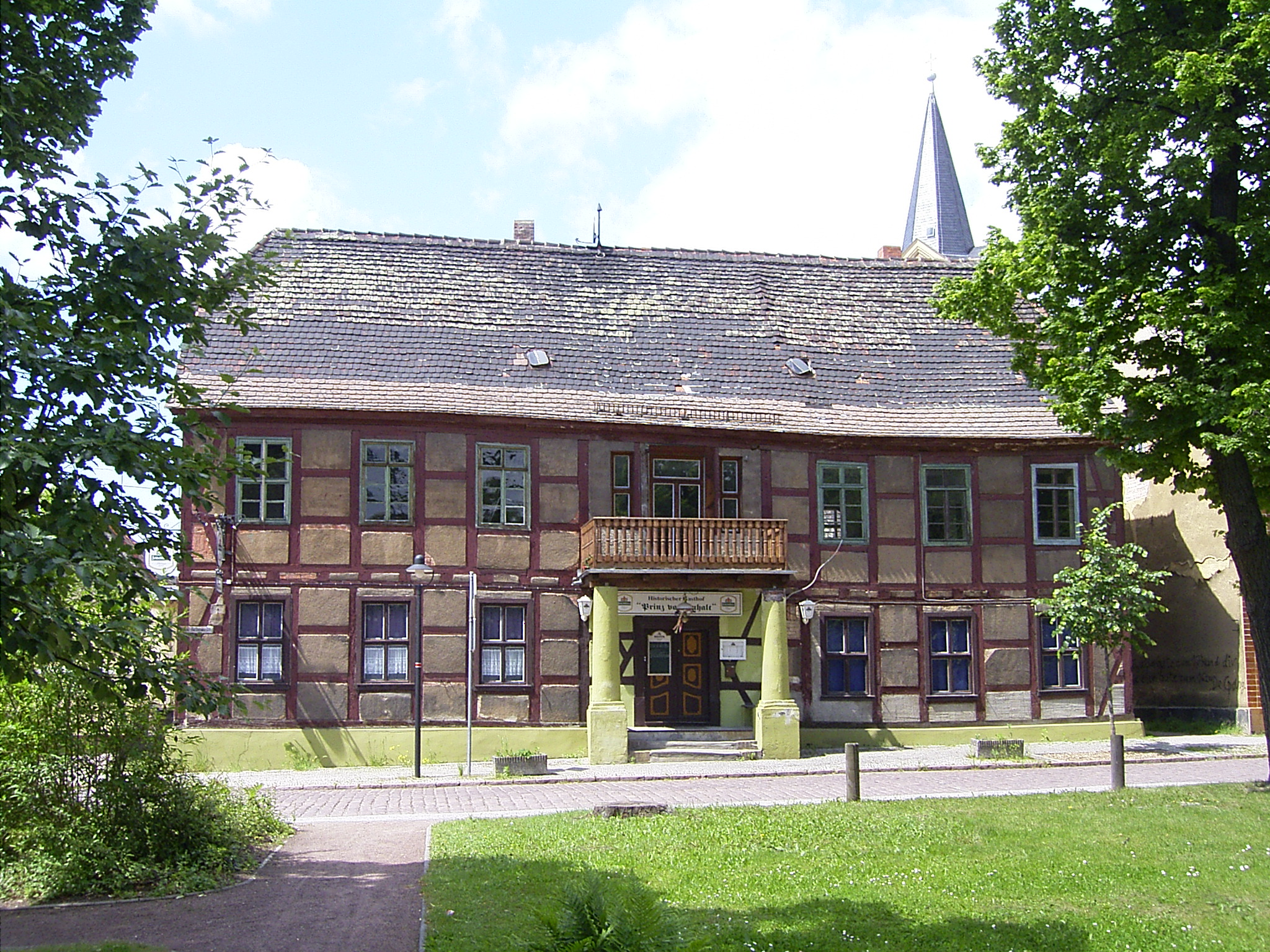
Der „Prinz von Anhalt“, ältester Radegaster Gasthof, 2024 abgerissen
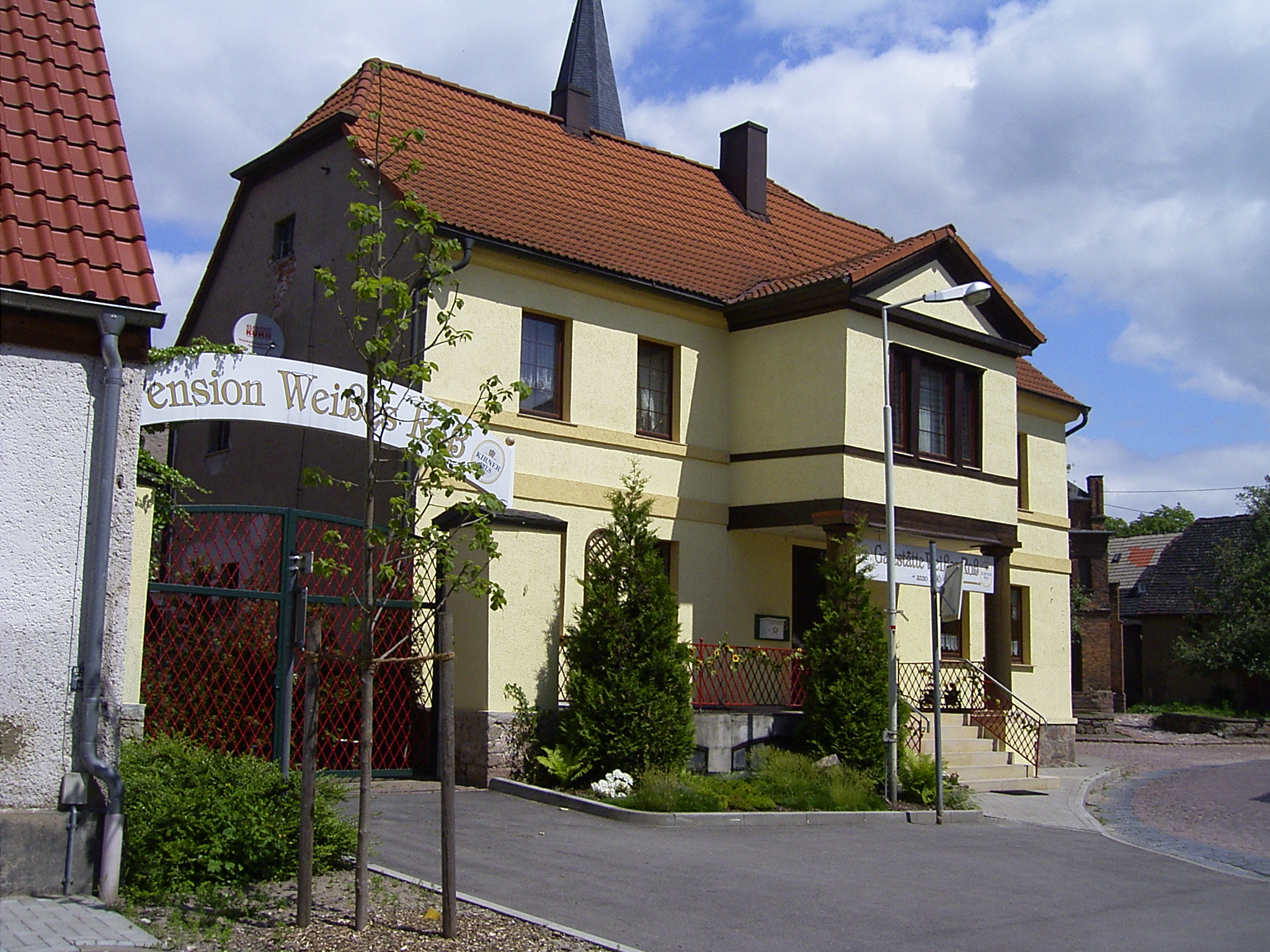
„Das Weiße Ross“ wurde in den letzten Jahren aufwändig saniert
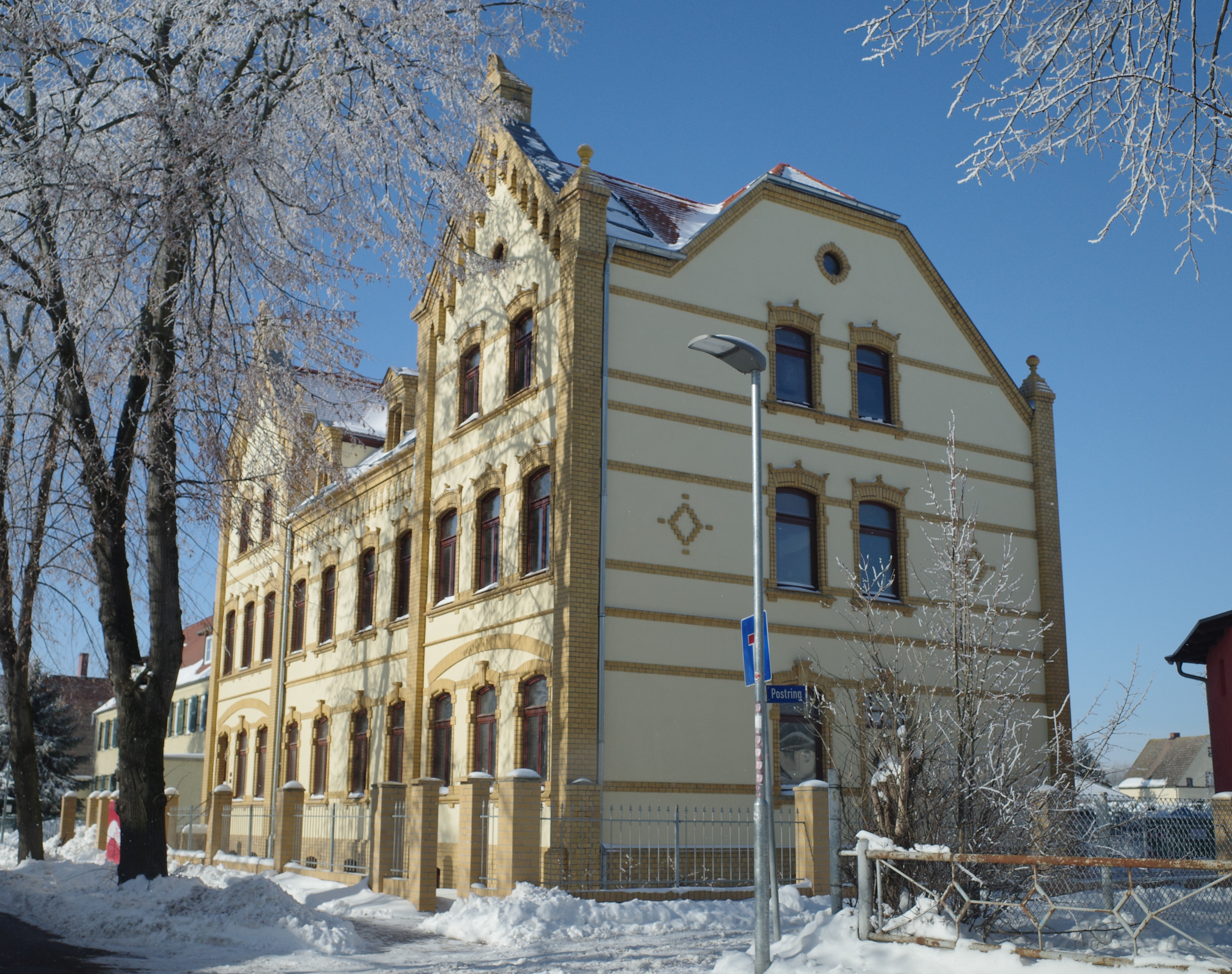
Das ehemalige „Kaiserliche Postamt“ der Stadt nach der Sanierung
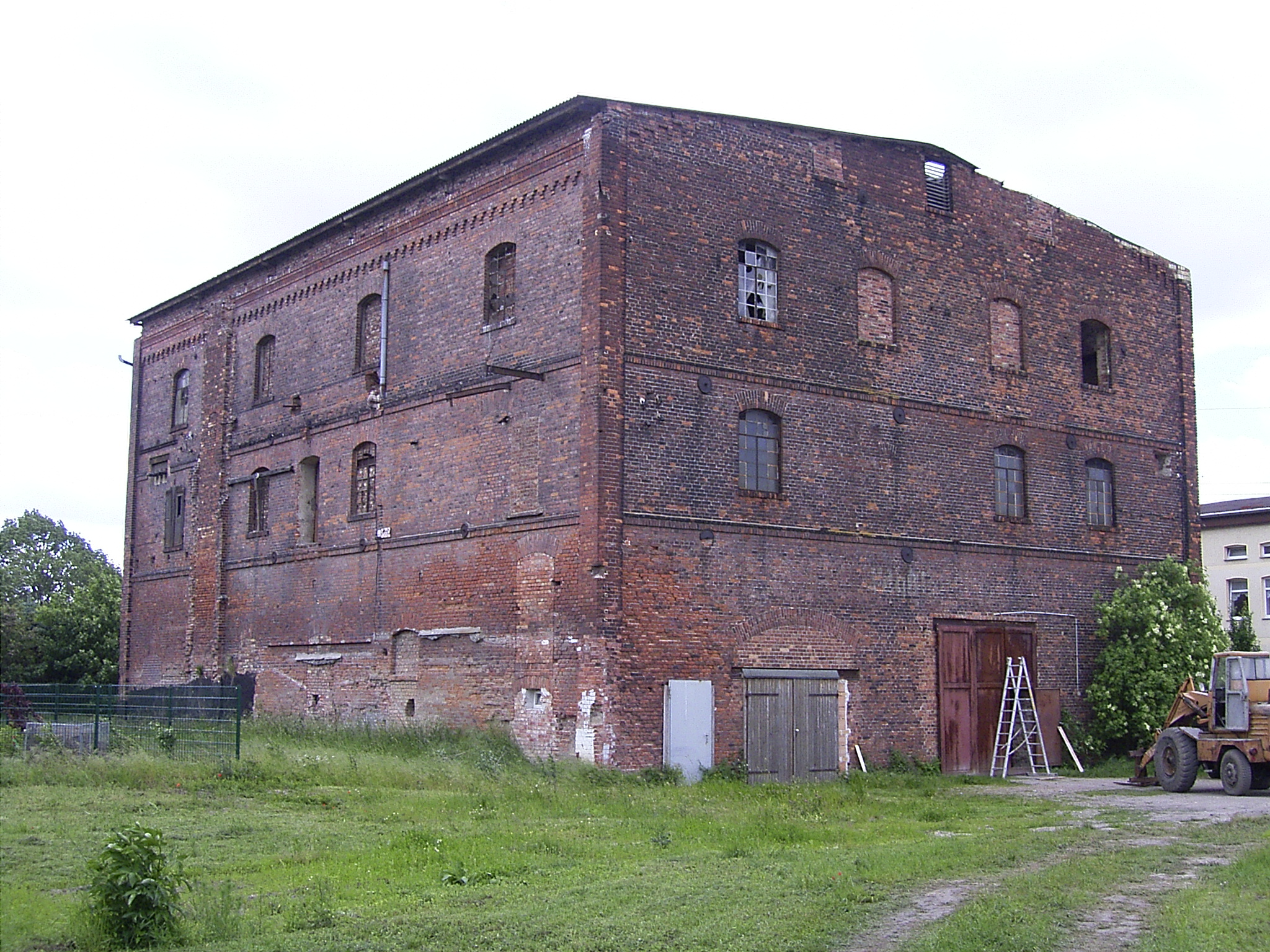
Der „Speicher“, eines der wenigen noch existierenden Gebäude der ehemaligen Zuckerfabrik

### Religionen

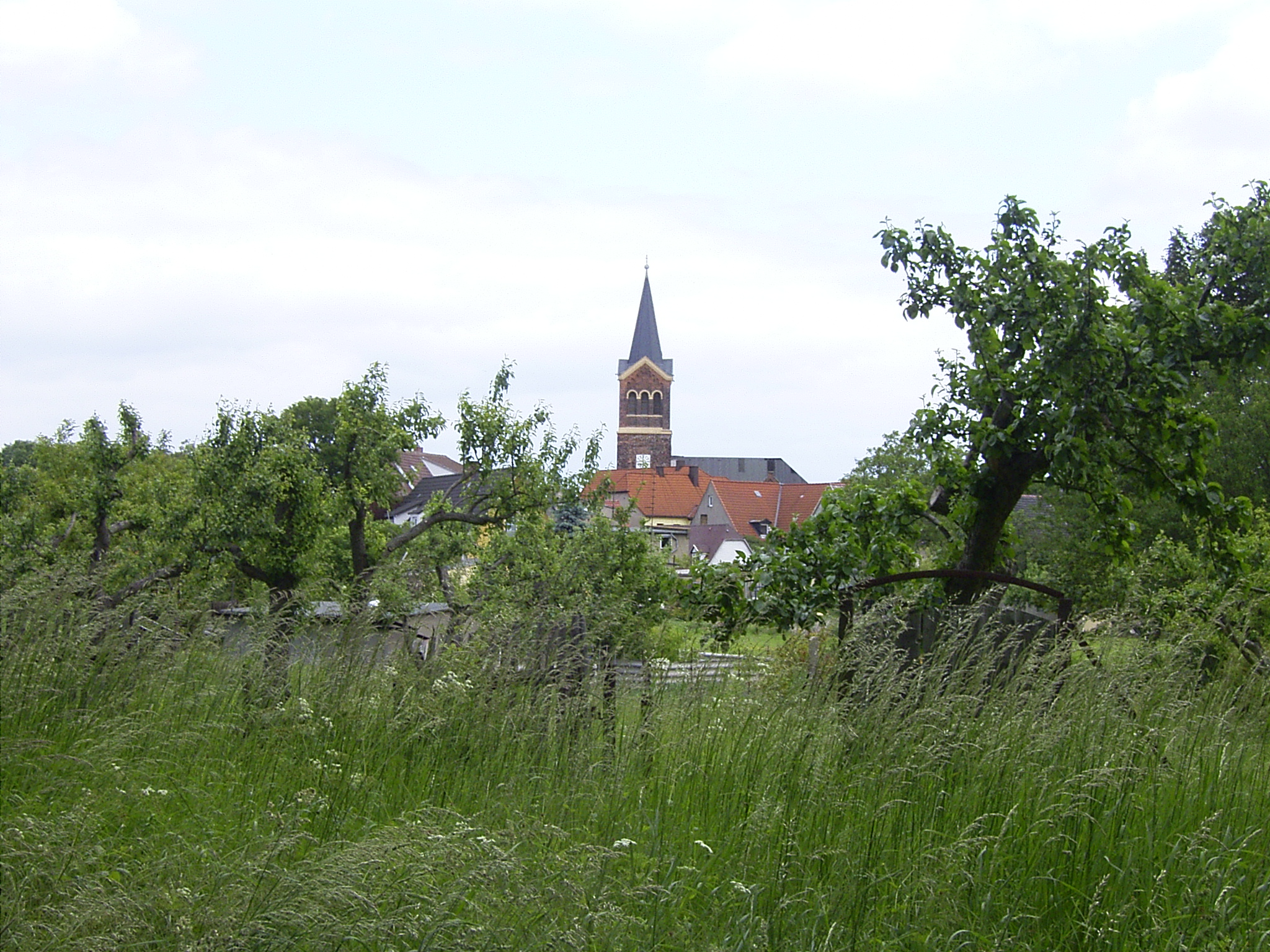
Weithin sichtbar ist eines der Wahrzeichen von Radegast – der Kirchturm.

Erst seit dem Jahr 1702 gibt es in Radegast eine eigenständige Kirchengemeinde. Zuvor war Radegast Teil der Kirchengemeinde Großweißandt (heute Weißandt-Gölzau). Der erste Radegaster Pfarrer hieß Gottlieb Eprahim Bobbe und wirkte zwischen 1703 und 1715 im Ort.
Heute besitzt Radegast eine evangelische Kirche. Seit 1945 besitzen Anhänger des katholischen Glaubens in der Kirche ein Gastrecht. Der Großteil der Bevölkerung ist jedoch entweder evangelisch oder konfessionslos. Die Radegaster Kirchengemeinde pflegt seit 1987 eine Partnerschaft mit der Kirchengemeinde Billigheim-Ingenheim.
Pfarrer in Radegast
- 1702–1715: Gottlieb Eprahim Bobbe (1670–1740)
- 1716–1718: Bons (Der Vorname und das Geburts- und das Sterbejahr ist unbekannt.)
- 1718–1729: Palladium (Der Vorname und das Geburts- und das Sterbejahr ist unbekannt.)
- 1730–1736: Johann Christian Herrklotsch (1705–1779)
- 1736–1756: Johann Karl Schardius (1711–1787)
- 1756–1771: Karl Friedrich Dietrichs (1722–1771)
- 1771–1790: Johann Konrad Kern (1735–1790)
- 1792–1814: Leopold Friedrich Karl Schoch (1760–1814)
- 1814–1824: Leopold Ludwig Christian de Marées (1779–1850)
- 1824–1842: Johann Christoph Naumann (1785–1855)
- 1842–1851: Wilhelm Ephraim Kluge (1802–1876)
- 1851–1857: Ludwig Albert Mertens (1814–1895)
- 1857–1871: Ferdinand Salzmann (1818–1884)
- 1871–1878: Friedrich Herbst (1831–1903)
- 1878–1882: August Schönemann (1823–1911)
- 1882–1885: Eduard Fritsche (1850–1938)
- 1886–1898: Friedrich Loose (1853–1930)
- 1898–1905: Ernst Hennigs (1864–1927)
- 1905–1917: Alwin Rohden (1871–1917)
- 1917–1920: Walter Heide (1890–1958), bereits seit 1916 Hilfsprediger
- 1920–1932: Kurt Laute (1893–1951)
- 1932–1934: Lic. Alfred Goehler (1907 – unbekannt), zunächst Hilfsprediger, anschließend Pfarrverwalter
- 1934–1936: Otto Rose (1909–1940), Pfarrverwalter
- 1936–1938: Martin Eschebach (1903–1982)
- 1939–1949: Heinrich Wenzel (1912 – unbekannt), bis 1940 Pfarrverwalter
- 1950–1978: Hans-Georg Kirchert (1913–1990)
- 1979–1983: Renate Lischke (* 1949), Pfarrverwalterin

Die Pfarrstelle wurde nach dem Ausscheiden der Pfarrverwalterin Renate Lischke nicht wieder besetzt. Die Kirchengemeinde wurde stattdessen wieder vom Nachbarort Weißandt-Gölzau aus mit betreut. Seitdem waren als Pfarrer für Radegast zuständig:
- Andreas Lischke (1983–1984), Ehemann der Pfarrverwalterin Renate Lischke
- Joachim Hegner (1984–1985)
- Andreas Müller (1987–2001)
- Gemeindepädagogin Anke Zimmermann (seit 2001)

Heute wird die Kirchengemeinde von Görzig aus mit betreut. Pfarrer ist zurzeit Andreas Karras.

### Einwohnerentwicklung
| Jahr             | Einwohner |
| ---------------- | --------- |
| 1787             | 437       |
| 1818             | 533       |
| 1830             | 668       |
| 1867             | 914 (885) |
| 1. Dezember 1871 | 980       |
| 1905             | 963       |
| 1. Dezember 1910 | 916       |
| 1925             | 915       |
| 10. Mai 1930     | 1.250     |

| Jahr              | Einwohner |
| ----------------- | --------- |
| Dezember 1932     | 1.226     |
| 1933              | 1.248     |
| 1939              | 1.896     |
| 1964              | 2.333     |
| 6. Mai 1984       | 1.822     |
| 3. Oktober 1990   | 1.490     |
| 31. Dezember 1995 | 1.418     |
| 31. Dezember 2000 | 1.366     |
| 31. Dezember 2001 | 1.351     |

| Jahr              | Einwohner |
| ----------------- | --------- |
| 31. Dezember 2002 | 1.346     |
| 31. Dezember 2003 | 1.327     |
| 31. Dezember 2004 | 1.258     |
| 30. Juni 2005     | 1.268     |
| 31. Dezember 2005 | 1.246     |
| 30. Juni 2006     | 1.236     |
| 31. Dezember 2006 | 1.221     |
| 31. Dezember 2007 | 1.195     |
| 31. Dezember 2008 | 1.187     |

### Gedenkstätten
- Grabstätten auf dem Ortsfriedhof für sechs (der Grabsteininschrift zufolge sieben) KZ-Häftlinge, die im April 1945 bei einem Todesmarsch ums Leben kamen

## Politik

### Bürgermeister
Im Jahr 1849 wurde der bis dahin amtierende Stadtrichter, Hufschmied Christian Saxenberger erster Bürgermeister von Radegast, nachdem dieses Amt durch die Gemeindeordnung vom 24. Februar 1849 geschaffen worden war. Die bisherigen Posten der Gerichtsschöffen wurden und durch zwei Stadträte ersetzt. Diese waren Gastwirt Wilhelm Böning und Kaufmann Karl Schoof. Auch die Polizeiverwaltung ging auf den Bürgermeister über. Saxenbergers Amtszeit endete 1852. Am 1. März des Jahres wurde eine neue Gemeindeordnung verabschiedet, Radegast wurde nun – mit amtlicher Bekanntmachung im „Anhalt-Dessauischen Staatsanzeiger“ vom 21. August 1852 – offiziell zu einer Stadt. Zum Nachfolger von Christian Saxenberger wurde der Kaufmann Friedrich Kleyla gewählt, der die Wahl jedoch ablehnte. Da sich die zur Wahl versammelte Bürgerschaft der Stadt nicht auf eine andere Person einigen konnte, blieb der bisherige Bürgermeister Saxenberger weiter im Amt. Kleyla wurde daraufhin zum Stadtrat ernannt. Nach dem Tod Christian Saxenbergers im Jahr 1853 wurde Friedrich Kleyla schließlich doch Bürgermeister der Stadt Radegast. Er bekleidete das Amt mehr als 15 Jahre lang und trat im Jahr 1869 zurück. Ihm folgte der Kaufmann und Stadtverordnete Robert Naumann, der im Jahr 1880 zurücktrat.
Nachfolger Naumanns wurde 1880 der Rentner August Rudolph Conrad, der traurige Berühmtheit erlangte, weil er – nachdem er sich an der Börse verspekuliert hatte – zwischen Mitte der 1880er Jahre und 1891 einen Betrag von 3.209 Mark aus der Stadtkasse entwendete. Nachdem der Diebstahl im Jahr 1890 entdeckt worden war, erschien am 16. Januar 1891 der Kreisdirektor zur Revision in Radegast, wo er allerdings neben leeren Kassen und vernichteten Akten nur die Leichen der Frau des Bürgermeisters und ihres Vaters vorfand. Sie hatten anscheinend von den Vorgängen gewusst und sich selbst vergiftet. Der Bürgermeister Conrad wurde am darauf folgenden Tag in einem Leipziger Gasthof gefunden, wo er sich ebenfalls vergiftet hatte.
Nach diesen turbulenten Ereignissen wurde Louis Hecht im Jahr 1891 zum Nachfolger Conrads ernannt. Er leitete die Geschicke der Stadt bis zum Jahr 1925. In seine Amtszeit fällt der Bau der Dessau-Radegast-Köthener Bahn, wodurch die Industrialisierung in Radegast Einzug hielt. Nach seinem Ausscheiden aus dem Amt des Bürgermeisters wurde Hecht zum ersten Ehrenbürger der Stadt Radegast ernannt. Nachfolger Hechts wurde 1925 Karl Engel, ein Gemeindesekretär aus Biere (Salzlandkreis) der das Amt bis 1931 bekleidete und anschließend als Gemeindevorsteher nach Sandersdorf wechselte. Unter Engels Nachfolger Hermann Dittrich (1931 bis 1933) wurden der Marktplatz und der Friedhof instand gesetzt, das Rathaus saniert und Straßenzüge durch Begrünung attraktiver gestaltet. Ab 1. Juli 1933 leitete der bisherige Kreisobersekretär Franz Brennecke kommissarisch die Verwaltung der Stadt, bevor er im März 1934 offiziell in das Amt eingeführt wurde. Brennecke blieb bis 1936 im Amt, ihm folgte ab 1937 Fritz Becker.
Zum Ende des Zweiten Weltkrieges wurde Bürgermeister Becker durch den Stadtrat Siegfried Schubert abgelöst, der die Verwaltungsgeschäfte für kurze Zeit kommissarisch führte. Hauptberuflich war Schubert seit Juni 1931 Chefchemiker und Leiter des Hauptlabors im Schwelwerk des Nachbarortes Weißandt-Gölzau. Am 28. Juni 1945 wurde Schubert nebst seiner Familie auf Befehl der US-Streitkräfte aus der damaligen Sowjetischen Besatzungszone nach Hessen verbracht, da man hoffte, von seinen chemischen Fachkenntnissen profitieren zu können. Die Familie Schubert blieb schließlich in Westdeutschland.
Nachfolger Siegfried Schuberts wurde Albert Dietsch, der das Amt des Bürgermeisters von 1945 bis 1946 bekleidete. Ihm folgten Emil Gödicke (1946–1949), Max Boog (1949–1951) und Franz Petratschek (1951–1952). 1952 übernahm Hans Michalski das Bürgermeisteramt. Er wurde jedoch bereits im darauf folgenden Jahr im Zusammenhang mit dem Aufstand des 17. Juni 1953 verhaftet und abgesetzt. Michalski wurde durch Willi Wagner ersetzt, der den Posten des Bürgermeisters aber ebenso wie sein Nachfolger Heinrich Klemt und Radegasts erste Bürgermeisterin Else Neubert noch im Laufe des Jahres 1953 wieder abgab. Am Ende des „Fünf-Bürgermeister-Jahres“ übernahm Kurt Lohmann das Amt. Er lenkte die Geschicke der Stadt fast während des gesamten Bestehens der Deutschen Demokratischen Republik. Lohmann war zuvor Bürgermeister in Cosa (heute ebenfalls Ortsteil der Stadt Südliches Anhalt) gewesen. Während seiner Amtszeit wurde im Jahr 1976 der Gemeindeverband „Einheit“ gegründet, vergleichbar mit der heutigen Form der Verwaltungsgemeinschaften. Diesem Verband gehörten neben der Stadt Radegast auch die Gemeinden Weißandt-Gölzau, Prosigk, Schortewitz (heute Stadtteil von Zörbig), Cösitz (heute Stadtteil von Zörbig), Libehna, Riesdorf, Zehbitz, Cosa und Gnetsch an. Lohmann war seit Gründung des Gemeindeverbandes dessen Vorsitzender. Er schied aus Altersgründen im Januar 1987 aus dem Amt aus. Sein Nachfolger wurde Raymond Schulz. Bis 1990 war Schulz zunächst Bürgermeister der kleinen Stadt und besetzte nach der Wiedervereinigung Deutschlands dann zeitweise die neu geschaffene Position des Stadtdirektors (Leiter der Verwaltung), während zeitgleich als ehrenamtlicher Bürgermeister Siegfried Hassel fungierte.
Im Jahr 1994 wurde die Verwaltungsgemeinschaft „Gölzau-Görzig-Radegast“, später „Anhalt-Süd“, gegründet, woraufhin die kommunale Verwaltung nicht mehr dem Stadtdirektor unterstand. Am 26. Juni desselben Jahres wurde Rita Exner zur neuen Bürgermeisterin gewählt. Sie bekleidete das Amt bis zum Jahr 2001. Am 21. Oktober 2001 wurde Michael Graf (damals SPD, heute parteilos) zu ihrem Nachfolger gewählt und am 31. August 2008 im Amt des Bürgermeisters der Fuhnestadt bestätigt.
Mit der Bildung der Einheitsgemeinde Südliches Anhalt wurde Radegast Ortsteil selbiger. Michael Graf wurde zum Ortsbürgermeister gewählt. Nachfolger Grafs wurde im Jahr 2019 Hans-Helmut Schaaf. Dieser trat aus persönlichen Gründen im Mai 2021 zurück, und Jörn-Torsten Mozdzanowski wurde einstimmig vom amtierenden Ortschaftsrat als sein Nachfolger gewählt. Mozdzanowski erhielt bei der Ortschaftsratswahl 2019 mit Abstand die meisten Stimmen, ließ sich damals aber nicht als Bürgermeisterkandidat aufstellen.

### Wappen

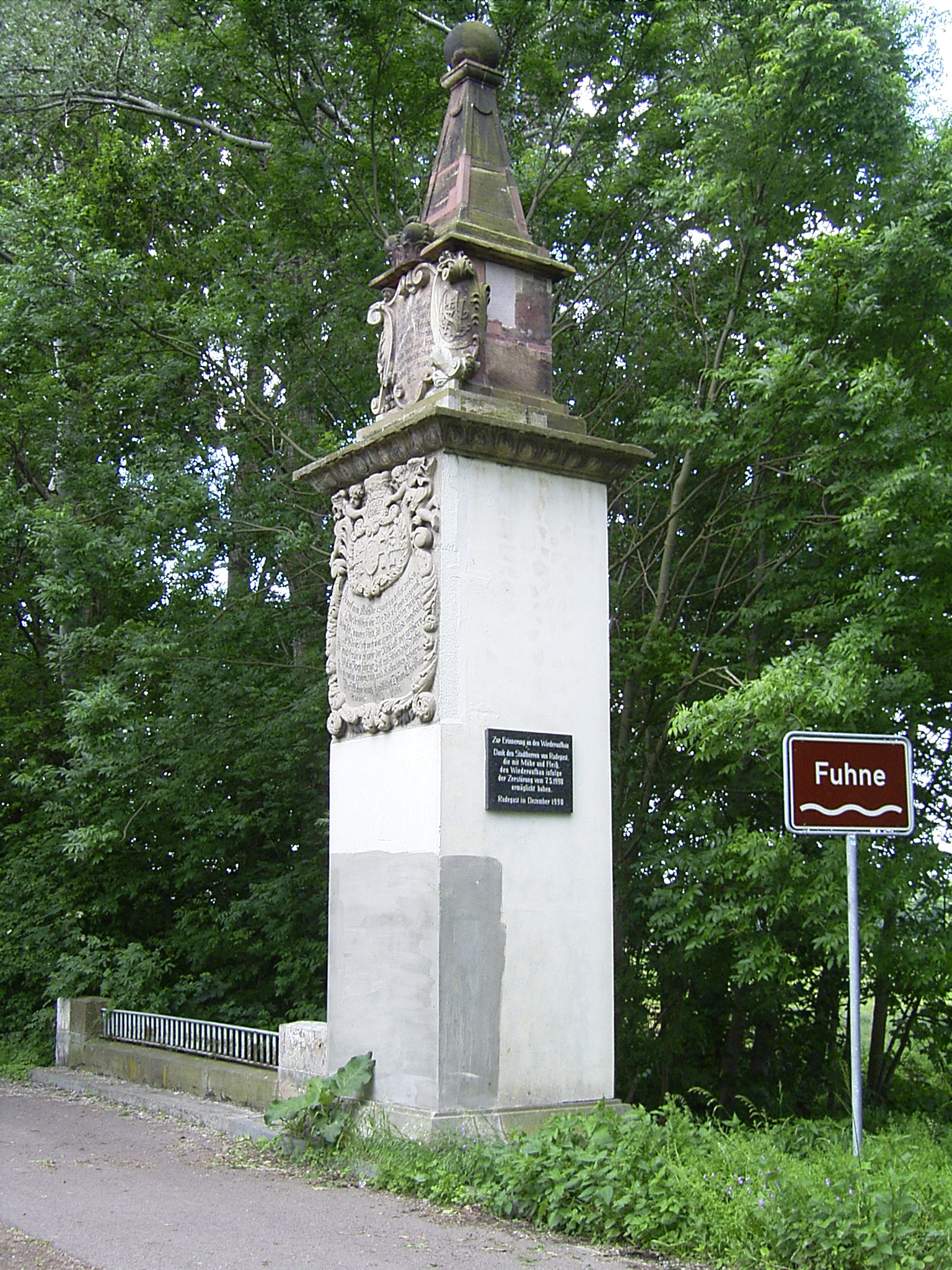
Der „Theure Christian“, das Wegedenkmal am Fuhneübergang der alten Straße nach Zörbig, erinnert an den Erbauer des Fuhnedammes, Christian I. von Kursachsen-Merseburg

Das Wappen wurde am 15. September 1994 durch das Regierungspräsidium Dessau genehmigt und im Landeshauptarchiv Magdeburg unter der Wappenrollennummer 47/1994 registriert.
Blasonierung: „In Silber auf einer schräglinks ansteigenden roten Zinnenmauer mit geschlossenem goldenen Tor einen linkshin auf einen roten Zinnenturm zuschreitender schwarzer Bär mit goldener Krone und goldenem Halsband.“
Die Stadtfarben sind Schwarz-Rot.
Mit der Erhebung zum Marktflecken im Jahr 1727 erhielt Radegast von Fürst Leopold von Anhalt-Dessau gleichzeitig diese Abwandlung des Bernburger Wappens.

## Kultur und Sehenswürdigkeiten

### Vereinswesen
Das kulturelle Leben in Radegast ist heute wie früher geprägt vom Vereinsleben: 1859 wurde der Gesangsverein „Concordia“ gegründet, 1863 der Verein „Harmonie“. Ein „Krieger- und Landwehrverein“ folgte 1873, jedoch einzig die ebenfalls in diesem Jahr gegründete Freiwillige Feuerwehr existiert davon noch heute.
1911 wurde der Fußballverein „Britannia“ gegründet, 1919 der Gartenverein für Arbeiter und 1923 eine weitere Kleingartensparte, die bis zum Ende des Zweiten Weltkrieges den Handwerkern und dem Mittelstand vorbehalten blieb.
Derzeit sind in Radegast neben Feuerwehr und Sportverein noch der Hundesportverein Radegast und die „Fuhnetaler Hundefreunde“, der Verein der Ziervögel- und Exotenzüchter sowie der „Kleintierzuchtverein Radegast und Umgebung“ ansässig.
Feste und Veranstaltungen organisiert und veranstaltet seit einigen Jahren der Verein „Radegast beleben e. V.“ Der Verein engagiert sich zudem gesellschaftlich durch Arbeitseinsätze zur Pflege des Ortsbildes.
Der Heimat- und Trachtenverein pflegt das Brauchtum im Ortsteil.

### Museen
Die Heimatstube lässt Besucher das Leben der Menschen im früheren Anhalt miterleben. Die nachgebaute Falschmünzerei prägt jährlich eine neue Sammlermünze mit Motiven aus der Ortsgeschichte.
Bisher wurden Münzen zu folgenden Themen geprägt:
- 2003 – Motiv Vorderseite: „Historische Münzwerkstatt anno 1780“, Rückseite: Stadtwappen Radegast (Anhalt) – Ausgabeanlass: Eröffnung der „Falschmünzerei“
- 2003 – Motiv Vorderseite: „Feuerwehrgerätehäuser von 1930 und 2001“, Rückseite: Stadtwappen Radegast (Anhalt) – Ausgabeanlass: „130 Jahre Freiwillige Feuerwehr Radegast“
- 2004 – Motiv Vorderseite: „Persönlichkeiten der Stadtgeschichte“, Rückseite: „Historische Gebäude der Stadt Radegast“ – Ausgabeanlass: „760 Jahre Radegast“
- 2005 – Motiv Vorderseite: „1 Radegaster Thaler“, Rückseite: Stadtwappen Radegast (Anhalt) und Schriftzug „Falschmünzerei“ – Ausgabeanlass: „185 Jahre Eröffnung der Radegaster Postanstalt“
- 2006 – Motiv Vorderseite: „Bahnhof Radegast um 1940“, Rückseite: „Dessau-Radegast-Köthener Bahn – Liniennetz“ – Ausgabeanlass: „110 Jahre Eröffnung und 60 Jahre Stilllegung der DRKB“
- 2007 – Motiv Vorderseite: „Händler, neben einem Baum auf einer Straße stehend, davor eine zweispännige Postkutsche“ und Schriftzug zum Ausgabeanlass, Rückseite: „Theurer Christian“ und Jahreszahl „2007“ – Ausgabeanlass: „280 Jahre Markt- und Stadtrechte für Radegast“
- 2008 – Motiv Vorder- und Rückseite: Nachbildung des preußischen 1/24 Talers von 1782, den der Falschmünzer Ziervogel zwischen 1780 und 1786 hergestellt hatte – Ausgabeanlass: „Anhalttag 2008“

### Bauwerke
Der „Theure Christian“, ein Wegebaudenkmal an der alten Straße zwischen Radegast und Zörbig, ist einer der ältesten Belege Radegaster Geschichte. Viele historische Bauwerke, zum Beispiel die Gasthöfe „Prinz von Anhalt“ und „Das weiße Ross“, das alte „Kaiserliche Postamt“ oder der ehemalige Bahnhof sind ebenfalls Zeugen ihrer Zeit. Am historischen Marktplatz ist die einheitliche anhaltische Bauweise noch heute nachvollziehbar. Die Kirche wurde in den letzten Jahren teilsaniert. Seit dem 1. Oktober 2000 läuten die Kirchenglocken wieder.

### Parks
Der „Bürgerpark“ in der Siedlung, die Fuhneaue und das nahegelegene Naturschutzgebiet „Cösitzer Teich“ laden zum Wandern und Natur erleben ein.

### Naturdenkmäler

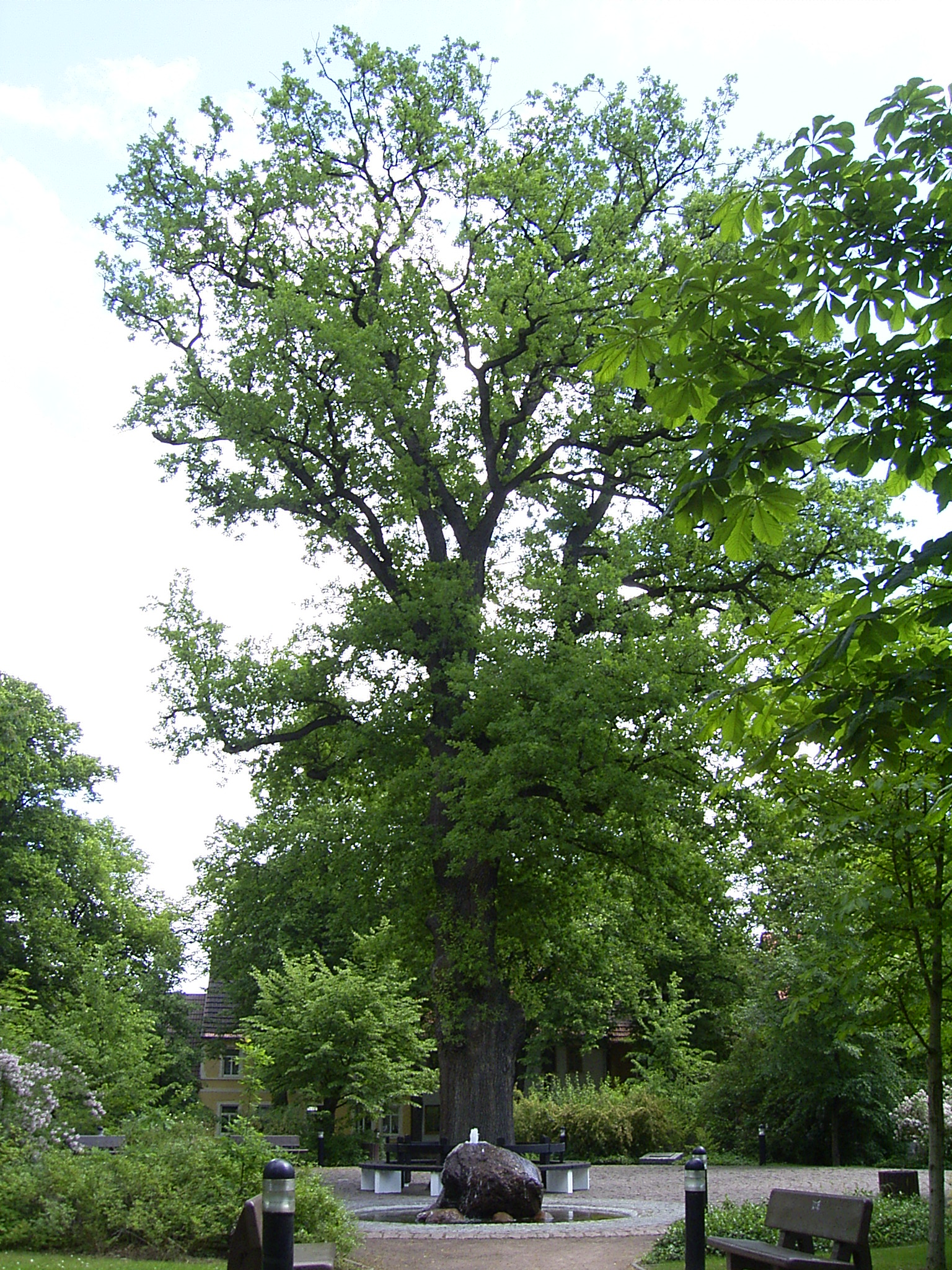
Die „Friedenseiche“, ein Naturdenkmal, steht auf dem Mittelpunkt des Marktplatzes. Sie wurde im Jahr 1871 anlässlich der Beendigung des Deutsch-Französischen Krieges gepflanzt.

Die Friedenseiche, neben dem „Theuren Christian“ ein weiteres Wahrzeichen des Ortes, hat in ihrer über 150-jährigen Geschichte viele Unwetter und Gewitter, teilweise auch mit Blitzeinschlägen, überstanden. Sie befindet sich in der Mitte des Marktplatzes. Am 30. April 1871 wurde die Eiche anlässlich der Beendigung des Deutsch-Französischen Krieges gepflanzt und durch den damaligen Pfarrer Herbst geweiht. Eine neben dem Baum installierte Gedenktafel erinnert heute an dieses Ereignis. Das ebenfalls aus diesem Anlass durch den „Krieger- und Landwehrverein“ auf dem Marktplatz errichtete Denkmal existiert bereits seit Jahrzehnten nicht mehr. An seiner Stelle befindet sich ein Springbrunnen.

### Sport
Der im Jahr 1911 gegründete Sportverein „Britannia“, der im Lauf der Jahre des Öfteren den Namen wechselte, nennt sich heute „SV Schwarz-Gelb Radegast e. V.“. Die Fußball-Mannschaft war besonders in den 1950er und 1960er Jahren erfolgreich. Radegast spielte zwischen 1962 und 1966 in der Bezirksklasse der DDR. 1962 konnte der FDGB-Kreispokal gewonnen werden und 1967 scheiterten die Fußballer erst im Viertelfinale des FDGB-Bezirkspokales, nachdem sie zuvor im Achtelfinale den Vorjahres-Pokalsieger aus Helbra mit 5:2 aus dem Wettbewerb geworfen hatten. Nachdem seit dem Jahr 2000 mehrmals keine Fußball-Herrenmannschaft für den Spielbetrieb zusammengestellt werden konnte, wurde der Spielbetrieb zur Saison 2009/10 wieder aufgenommen. Zudem sind neben einer Altherrenmannschaft auch D- und E-Jugendmannschaften aktiv. Neben Fußball unterhält der Verein auch eine Volleyball-Abteilung und betreibt den Aufbau einer Radsport-Sektion. Der mehrfache Deutsche Meister und Juniorenweltmeister im Zweier- und Vierer-Bob von 2002 und Teamweltmeister 2007, Marc Kühne, ist Ehrenmitglied des Vereins.

### Regelmäßige Veranstaltungen
Im August findet das jährliche Volksfest der Stadt Radegast statt. Viele Jahre wurde im Mai der „Anhalt-Tag“ begangen. Weitere kulturelle Höhepunkte sind das Straßenfest in der Walther-Rathenau-Straße im Juli, das „Weihnachtsbaum verbrennen“ rund um das erste Januarwochenende, das Osterfeuer, das „Flunkyball“-Turnier im Juli, das Brunnefest im Frühjahr sowie der Schlippenadvent (Weihnachtsmarkt) im Dezember. Federführend sind hier die Radegaster Vereine, insbesondere der Heimat- und Trachtenverein, Radegast (be)leben e. V., der Feuerwehrverein Radegast e. V. sowie die Ortsfeuerwehr Radegast. Die seit Beginn der 1990er Jahre stattfindenden „Frühjahrs- und Herbstwanderungen“ in die Fuhneaue sind besondere kulturelle Höhepunkte. Ein überregional bekanntes BMW-Treffen fand seit 2006 in Radegast statt. Nach über zehn Jahren haben die Organisatoren diese Veranstaltung auslaufen lassen. Weiterhin findet jährlich die Kranzniederlegung zum Volkstrauertag statt. Diese Tradition besteht nun bereits seit 1990.

## Wirtschaft und Infrastruktur

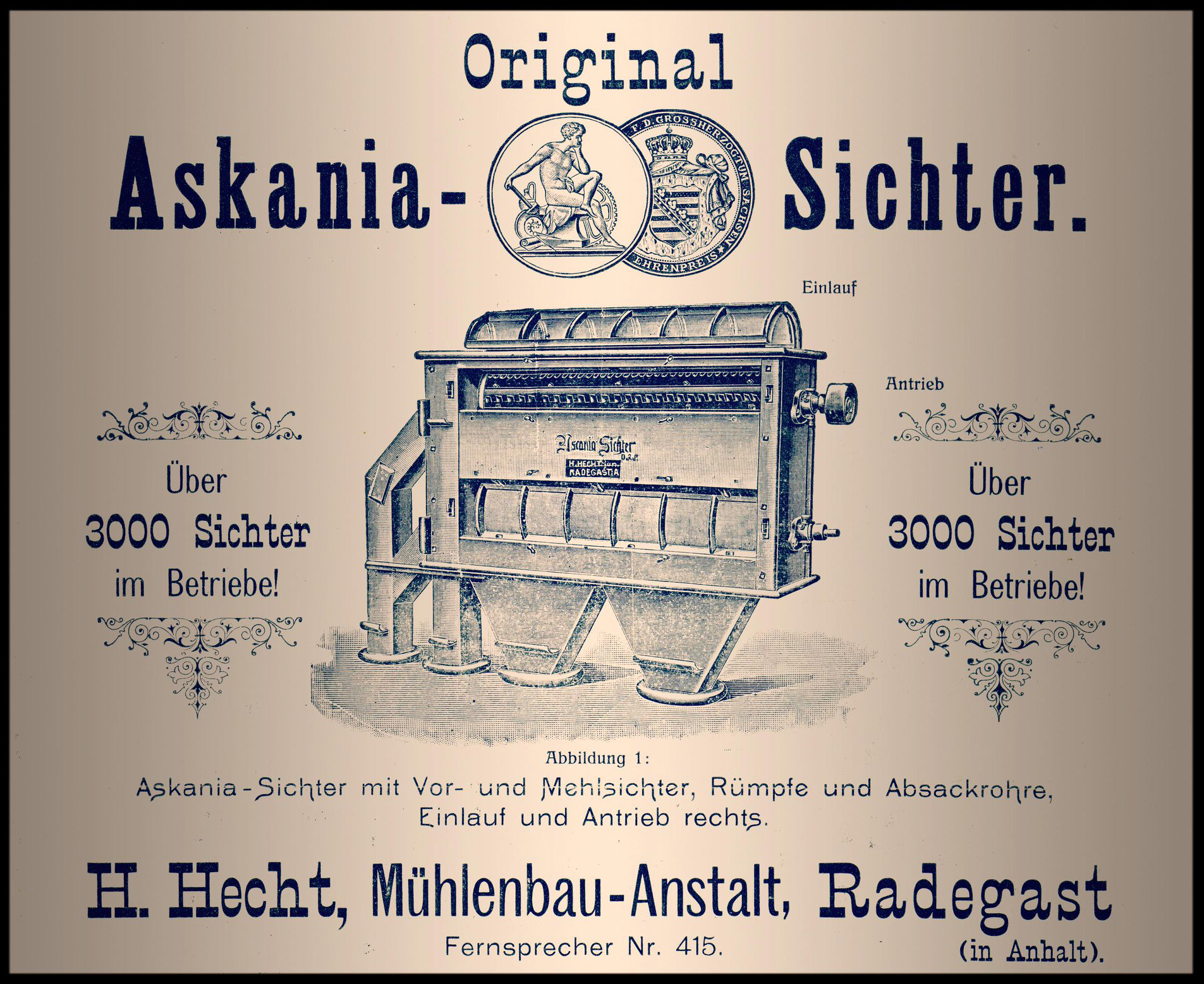
Preisgekrönter Askania-Sichter der H. Hecht, Mühlenbau-Anstalt in Radegast

Auf Grund seiner Geschichte ist Radegast auch heute noch vorrangig landwirtschaftlich geprägt. Herausragende Bedeutung erlangte dabei das Gestüt, welches sich in Kreisen der Pferdekenner weltweit einen guten Ruf erwarb. Heute wird es als Privatbetrieb weitergeführt und widmet sich vorrangig der Bewirtschaftung seiner landwirtschaftlichen Nutzflächen und dient als Pferdepension, aber auch Aufzucht und Ausbildung von Reitpferden werden weiterhin betrieben.
Waren noch früher neben der Domäne bzw. dem Gestüt die Zuckerrüben-Verarbeitung, die Kahleyß’sche Likörfabrik, die Mühlenbau-Werkstatt von Heinrich Hecht und die Anhaltische Hofgärtnerei von Friedrich Kühne oder zu DDR-Zeiten die PGH „Fuhnetal“ die wichtigsten Unternehmen am Ort, so existieren in Radegast heute meist nur noch Kleinstbetriebe und gastronomische Betriebe. Trotz günstiger Bedingungen – Lage an Fernhandelsstraßen, früher Anschluss an ein Schienennetz – wurde die Stadt nie wirklich „industrialisiert“. So konnte der ländliche Charakter des Ortes bis heute bewahrt bleiben. Größere Industrien siedelten sich im Nachbarort Weißandt-Gölzau an, Radegast entwickelte sich parallel dazu zum Wohnort vieler der dort Beschäftigten, was durch die Entwicklung der Einwohnerzahlen deutlich belegt wird.

### Verkehr
Die früher durch den Ort verlaufende B 183 führt heute über eine Umgehungsstraße am Ort vorbei. Die Landesstraße 142 quert Radegast von Südwesten in nordöstlicher Richtung. Der Ort liegt zudem am Fuhneradweg. Dieser verläuft von Wolfen nach Bernburg und erstreckt sich über eine Länge von 64 Kilometern.

### Öffentliche Einrichtungen
In Radegast gibt es eine Reihe öffentlicher und sozialer Einrichtungen:
- die ehemalige Polizeistation wurde im Jahr 2021 umgebaut. Sie beherbergt nun eine Rettungswache mit ständiger Besetzung
- die Freiwillige Feuerwehr
- eine Sozialstation
- eine Kindertagesstätte
- einen Jugendklub ist jetzt Sitz des Sportvereins „Schwarz Gelb Radegast“
- ein Freizeit-Zentrum.

### Bildung

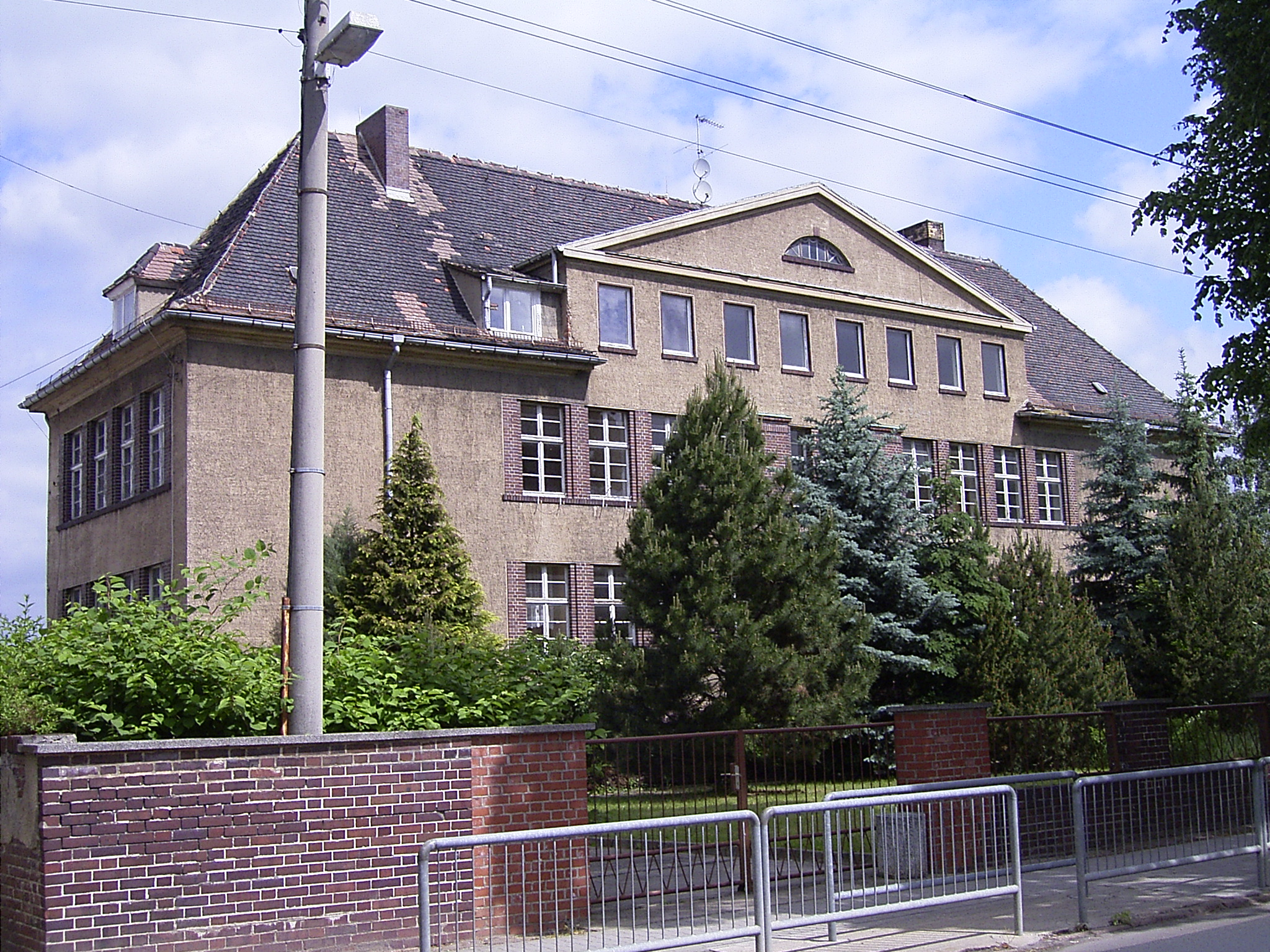
Das ehemalige Radegaster Schulgebäude

Seit das Ludwigsgymnasium Köthen im Jahr 1998 seine Außenstelle in Radegast geschlossen hat, existiert heute in dem Ort nur noch eine Grundschule.
Das Radegaster Gestüt war lange Jahre Lehr- und Versuchsanstaltgut der Martin-Luther-Universität Halle.

## Persönlichkeiten

### Ehrenbürger
- Louis Hecht (11. November 1841 – 11. Januar 1931) war Müllermeister und Bürgermeister der Stadt Radegast von 1891 bis 1925. Bei seinem Ausscheiden aus Altersgründen im Jahr 1925 ehrte man ihn mit der Ehrenbürgerschaft der Stadt Radegast. Beigesetzt wurde er auf dem Friedhof Radegast.
- Franz Gieseler (??? – 11. Juni 1932) war Fleischermeister und lange Jahre Stadtrat in Radegast. Aus der Chronik der Stadt geht hervor, dass „am 11. Juni 1932 […] der Ehrenbürger der Stadt, Stadtrat Franz Gieseler 81-jährig tödlich verunglückt“ ist.[16]

### Töchter und Söhne des Ortes
- Heinrich Hecht – Mühlenbauer, Erfinder der Zentrifugal-Jalousievorrichtung an Windmühlen („Hecht’sche Jalousieansteuerung“, 1885) und des „Ascania“-Sichters (1903). Hecht war zudem lange Jahre als Stadtverordneter und Schiedsmann in Radegast tätig.
- Horst Caspar – deutscher Theater- und Filmschauspieler der 1930er und 1940er Jahre
- Brigitte Take – deutsche Politikerin

### Persönlichkeiten, die vor Ort gewirkt oder in Radegast gelebt haben
- Paul Baege (25. November 1876 – 1. Dezember 1938) war Lehrer, Heimatdichter und Archäologe. Von ihm stammt das in der typisch anhaltischen Mundart verfasste Buch „Die Helden vom Dideldei“. Baege wirkte in Radegast als Lehrer und Schulleiter von 1908 bis 1933. Auch er wurde auf dem Radegaster Friedhof beigesetzt.
- Franz Ebert (1. Mai 1877 – 21. Dezember 1936) war Maurer und sozialdemokratischer Stadtrat. Er gründete die Gartensparte im Jahr 1919. Außerdem setzte er sich sehr aktiv für die Belange der einfachen Menschen ein. Ebert wurde ebenfalls auf dem Friedhof in Radegast beigesetzt. Nach ihm wurde neben der Gartensparte auch eine der Radegaster Straßen benannt.
- Axel Grosser – Radsportler, Weltmeister 1979 und 1981 in der 4000-m-Mannschaftsverfolgung (1979 gemeinsam mit Lutz Haueisen, Gerald Mortag und Volker Winkler, 1981 gemeinsam mit Detlef Macha, Bernd Dittert und wiederum Volker Winkler)

## Sonstiges
- In der Geschichte „Wie Schulze n Jlomn inne Hant krichte“ aus der Reihe „Paschlewwer Jeschichtn“ des Heimatdichters Hermann Wäschke wird ein Radegaster Wunderdoktor[17] erwähnt. Damit könnte der Homöopath Kahleyß gemeint sein, der um 1847 seinen Wohnsitz nach Radegast verlegte und in der Region wohlbekannt war.
- Die ehemalige Stadt Radegast war die erste Stadt in den neuen Bundesländern, die der Organisation Weißer Ring beigetreten ist.
- Der insgesamt einhundertste Überfall auf ein Geldinstitut in den neuen Ländern traf die Radegaster Sparkasse.